# Kabinett Seydewitz I
Das Kabinett Seydewitz I bildete vom 30. Juli 1947 bis 24. November 1950 die Landesregierung von Sachsen.

## Abstimmung im Sächsischen Landtag
| Wahlgang                                                               | Kandidat          | Kandidat            | Stimmen    | Stimmenzahl                                             | Anteil (abgegebene Stimmen)                             | Unterstützer | Unterstützer | Unterstützer | Unterstützer | Unterstützer | Unterstützer            |
| ---------------------------------------------------------------------- | ----------------- | ------------------- | ---------- | ------------------------------------------------------- | ------------------------------------------------------- | ------------ | ------------ | ------------ | ------------ | ------------ | ----------------------- |
| 1. Wahlgang                                                            |                   | Max Seydewitz (SED) | Ja-Stimmen | Einstimmige Wahl per Akklamation bei keiner Enthaltung. | Einstimmige Wahl per Akklamation bei keiner Enthaltung. |              |              |              |              |              | SED, CDU, LDP, KB, VdgB |
| 1. Wahlgang                                                            | Nein-Stimmen      | Max Seydewitz (SED) |            | Einstimmige Wahl per Akklamation bei keiner Enthaltung. | Einstimmige Wahl per Akklamation bei keiner Enthaltung. |              |              |              |              |              | SED, CDU, LDP, KB, VdgB |
| 1. Wahlgang                                                            | Enthaltungen      | Max Seydewitz (SED) |            | Einstimmige Wahl per Akklamation bei keiner Enthaltung. | Einstimmige Wahl per Akklamation bei keiner Enthaltung. |              |              |              |              |              | SED, CDU, LDP, KB, VdgB |
| 1. Wahlgang                                                            | Ungültige Stimmen | Max Seydewitz (SED) |            | Einstimmige Wahl per Akklamation bei keiner Enthaltung. | Einstimmige Wahl per Akklamation bei keiner Enthaltung. |              |              |              |              |              | SED, CDU, LDP, KB, VdgB |
| 1. Wahlgang                                                            | Nichtteilnahme    | Max Seydewitz (SED) |            | Einstimmige Wahl per Akklamation bei keiner Enthaltung. | Einstimmige Wahl per Akklamation bei keiner Enthaltung. |              |              |              |              |              | SED, CDU, LDP, KB, VdgB |
| Damit wurde Max Seydewitz zum Sächsischen Ministerpräsidenten gewählt. |                   |                     |            |                                                         |                                                         |              |              |              |              |              |                         |

## Mitglieder der Landesregierung
| Amt | Bild                                                 | Name                                                        | Partei | Partei |
| --- | ---------------------------------------------------- | ----------------------------------------------------------- | ------ | ------ |
| Ministerpräsident                                                                                       |                                                      | Max Seydewitz                                               |        | SED    |
| Stellvertreter des Ministerpräsidenten Minister des Innern                                              |                                                      | Kurt Fischer (bis 3. Juli 1948)                             |        | SED    |
| Stellvertreter des Ministerpräsidenten Minister des Innern                                              | Wilhelm Zaisser (8. September 1948 bis 1. Juli 1949) |                                                             |        | SED    |
| Stellvertreter des Ministerpräsidenten Minister des Innern                                              | Artur Hofmann (ab 1. Juli 1949)                      |                                                             |        | SED    |
| Stellvertreter des Ministerpräsidenten Minister der Justiz                                              |                                                      | Hermann Kastner (bis 9. März 1948)                          |        | LDP    |
| Stellvertreter des Ministerpräsidenten Minister der Justiz                                              | Johannes Dieckmann (ab 9. April 1948)                |                                                             |        | LDP    |
| Minister für Wirtschaft und Wirtschaftsplanung (ab 18. August 1948: Minister für Industrie und Verkehr) |                                                      | Fritz Selbmann (bis 9. März 1948)                           |        | SED    |
| Minister für Wirtschaft und Wirtschaftsplanung (ab 18. August 1948: Minister für Industrie und Verkehr) | Alfred Fellisch (9. April 1948 bis 1. April 1949)    |                                                             |        | SED    |
| Minister für Wirtschaft und Wirtschaftsplanung (ab 18. August 1948: Minister für Industrie und Verkehr) | Gerhart Ziller (ab 1. April 1949)                    |                                                             |        | SED    |
| Minister für Finanzen und Steuern                                                                       |                                                      | Gerhard Rohner (bis 25. Januar 1950)                        |        | CDU    |
| Minister für Finanzen und Steuern                                                                       | Carl Ulbricht (ab 1. März 1950)                      |                                                             |        | CDU    |
| Minister für Arbeit und Sozialfürsorge                                                                  |                                                      | Walter Gäbler                                               |        | SED    |
| Minister für Land- und Forstwirtschaft                                                                  |                                                      | Reinhard Uhle (bis 29. März 1950)                           |        | LDP    |
| Minister für Land- und Forstwirtschaft                                                                  |                                                      | Felix Kaden (kommissar. vom 30. März 1950 bis 25. Mai 1950) |        | SED    |
| Minister für Land- und Forstwirtschaft                                                                  |                                                      | Fritz Weißhaupt (ab 25. Mai 1950)                           |        | DBD    |
| Minister für Volksbildung                                                                               |                                                      | Erwin Hartsch (bis 1. April 1948)                           |        | SED    |
| Minister für Volksbildung                                                                               | Helmut Holtzhauer (ab 9. April 1948)                 |                                                             |        | SED    |
| Minister für Handel und Versorgung                                                                      |                                                      | Georg Knabe                                                 |        | CDU    |
| Minister für Gesundheit (am 25. Mai 1950 neu geschaffen)                                                |                                                      | Walter Thürmer                                              |        | LDP    |

## Belege
1. ↑  DFG-Viewer. Abgerufen am 26. Mai 2025.